# Sostre solar

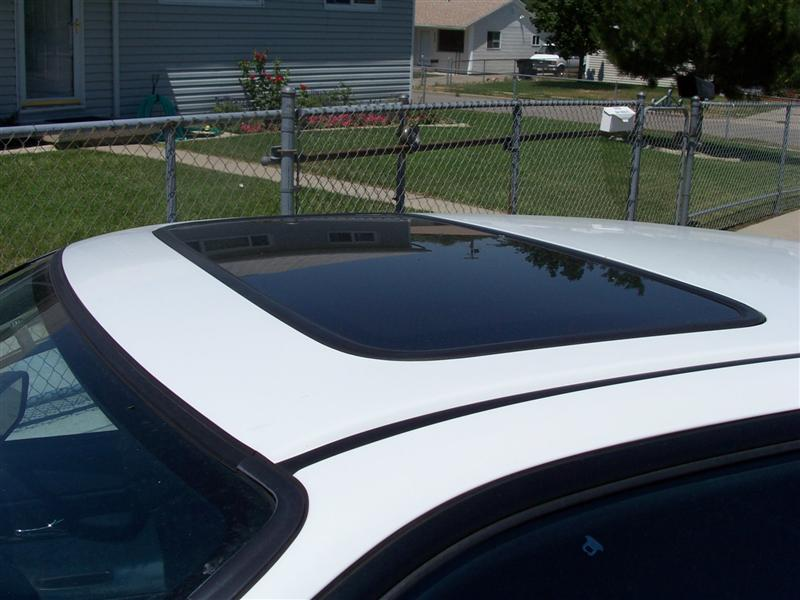
Un sostre solar lliscant de vidre en un Acura Integra

Un sostre solar de cotxe és una obertura fixa o practicable (que s'obre com una finestra o llisca) al sostre d'un automòbil, que permet que la llum o l'aire fresc entrin al compartiment de passatgers fent que el soroll procedent de l'exterior sigui inferior al que tindria el cotxe si s'obrissin les finestretes laterals. Poden ser operats manualment o mitjançant un motor, i estan disponibles en moltes formes, mides i estils.
Està format pels elements següents: el sostre solar en si, cargols fixadors, junta d'estanquitat, marc exterior i interior, marc d'acabat i plantilles.